# Andrés Perea
Pour les articles homonymes, voir Perea.
Andrés Felipe Perea Castañeda, dit Andrés Perea, né le 14 novembre 2000 à Tampa en Floride, est un joueur international américain de soccer. Il joue au poste de milieu défensif au New York City FC. Il est le fils de l'ancien milieu colombien Nixon Perea,.

## Biographie

### Parcours en club

#### Débuts en Colombie
Andrés Perea fait ses débuts sportifs au Old Mars FC, puis au West Florida Premier en Floride. À six ans, il rejoint l'académie de l'Atlético Nacional en Colombie,. En 2013, il remporte le tournoi de Pony.
Le 9 juillet 2017, il fait ses débuts avec l'effectif professionnel de l'Atlético Nacional, sur le terrain de l'Independiente Santa Fe, pour le compte de la première journée de Primera A (défaite 1-0). Il remplace à la 77e minute Edwin Valencia et devient par ailleurs le premier joueur de l'Atlético Nacional né dans les années 2000 à disputer une rencontre de Primera A. Il dispute trois rencontres pour sa première saison professionnelle.
La saison suivante, il dispute sa première rencontre en tant que titulaire face au Once Caldas le 27 octobre 2018. Cependant, il ne fera aucune autre apparition avec l'équipe première durant cette saison. Lors de la saison 2019, il se voit offrir un temps de jeu de plus en plus important, mais il perd sa place de titulaire à la mi-saison depuis l'arrivée de Juan Carlos Osorio. Le 18 avril 2019, il inscrit son premier but en pro face aux Patriotas Boyacá (victoire 4-0).

#### Arrivée à Orlando
Le 9 décembre 2019, il est prêté avec option d'achat à l'Orlando City SC,. Le 29 février 2020, il fait ses débuts en Major League Soccer face au Real Salt Lake, en remplaçant Ruan (en) à la 92e minute. Une semaine plus tard, il dispute sa première rencontre en tant que titulaire en MLS et délivre sa première passe décisive en faveur de son coéquipier Chris Mueller face aux Rapids du Colorado (défaite 2-1),. Après deux semaines d'activités dans la MLS, le championnat est suspendu en raison de la pandémie de Covid-19. C’est dans ce contexte très particulier que Perea retrouve les terrains quatre mois après, à l’occasion du tournoi nommé MLS is Back,. Présent sur la feuille de match de la finale du tournoi MLS is Back perdue face aux Timbers de Portland, il n'entre pas en jeu,. Le 19 septembre, il délivre sa deuxième passe décisive en MLS en faveur de son coéquipier Júnior Urso (en) face au Fire de Chicago (victoire 4-1). Individuellement, il délivre deux passes décisives en 28 matchs pour sa première saison à Orlando.
Le club lève l'option d'achat du joueur le 2 décembre, qui est alors transféré définitivement. Le 7 septembre 2022, il remporte la Coupe des États-Unis avec Orlando à l'Exploria Stadium après une victoire 3-0 face au Republic de Sacramento.

#### Passage à Philadelphie
Le 6 décembre 2022, Orlando City le transfère au Union de Philadelphie pour un montant garanti d'allocation générale de 750 000 dollars. Il signe alors un nouveau contrat de trois ans avec la franchise de Pennsylvanie. Il bénéficie cependant d'un temps de jeu très limité et rejoint, le 28 juillet 2023, le New York City FC en prêt pour le reste de la saison.

### Parcours en sélection
Perea est éligible pour jouer avec les États-Unis et la Colombie,. Le 12 janvier 2021, la FIFA confirme son changement de nationalité sportive et l'autorise à jouer pour les États-Unis,.

#### Colombie
Andrés Perea est sélectionné avec l'équipe de Colombie des moins de 17 ans pour participer au championnat de la CONMEBOL des moins de 17 ans en 2017. Lors de cette compétition organisée au Chili, il dispute huit rencontres et délivre deux passes décisives. Avec cette même sélection, il participe à la Coupe du monde des moins de 17 ans en 2017, qui se déroule en Inde. Lors du mondial, il joue trois matchs et les jeunes colombiens sont éliminés en huitième de finale par l'Allemagne,. Puis, il est sélectionné avec l'équipe de Colombie des moins de 20 ans pour participer à la Coupe du monde des moins de 20 ans en 2019, qui se déroule en Pologne. Lors du mondial, il joue cinq matchs et les jeunes colombiens sont éliminés en quart de finale par l'Ukraine,.

#### États-Unis
Le 1er décembre 2020, Andrés Perea est convoqué pour la première fois en équipe des États-Unis par le sélectionneur national Gregg Berhalter pour remplacer Frankie Amaya, pour un match amical contre le Salvador,, mais n'entre pas en jeu. Le 24 janvier 2021, il est de nouveau convoqué pour un match amical contre Trinité-et-Tobago.
Le 31 janvier 2021, il honore sa première sélection contre Trinité-et-Tobago. Lors de ce match, il entre à la 46e minute de la rencontre, à la place de Sebastian Lletget. Le match se solde par une large victoire 7-0 des Américains.
Le 1er mars 2021, il est retenu dans la pré-liste de trente-et-un joueurs pour le tournoi pré-olympique masculin de la CONCACAF 2020 avec les moins de 23 ans,. Dix jours plus tard, il est retenu dans la liste finale de vingt joueurs appelés à disputer le tournoi,. Le 18 mars, il fait ses débuts avec les moins de 23 ans, face au Costa Rica lors du premier match du tournoi (victoire 1-0),. Lors de ce tournoi organisé au Mexique, il dispute quatre rencontres et les jeunes Américains sont éliminés en demi-finale par le Honduras,.

## Statistiques détaillées

### Statistiques en club
| Saison                | Club                    | Championnat           | Championnat | Championnat | Championnat | Coupe(s) nationale(s) | Coupe(s) nationale(s) | Coupe(s) nationale(s) | Compétition(s) continentale(s) | Compétition(s) continentale(s) | Compétition(s) continentale(s) | Compétition(s) continentale(s) | Séries | Séries | Séries | Total | Total | Total |
| Saison                | Club                    | Division              | M.          | B.          | P.d.        | M.                    | B.                    | P.d.                  | Comp.                          | M.                             | B.                             | P.d.                           | M.     | B.     | P.d.   | M.    | B.    | P.d.  |
| 2017                  | Atlético Nacional       | Primera A             | 2           | 0           | 0           | 1                     | 0                     | 0                     | -                              | -                              | -                              | -                              | -      | -      | -      | 3     | 0     | 0     |
| 2018                  | Atlético Nacional       | Primera A             | 1           | 0           | 0           | -                     | -                     | -                     | -                              | -                              | -                              | -                              | -      | -      | -      | 1     | 0     | 0     |
| 2019                  | Atlético Nacional       | Primera A             | 10          | 1           | 0           | -                     | -                     | -                     | CL                             | 0                              | 0                              | 0                              | 1      | 0      | 0      | 11    | 1     | 0     |
| Sous-total            | Sous-total              | Sous-total            | 13          | 1           | 0           | 1                     | 0                     | 0                     | -                              | -                              | -                              | -                              | 1      | 0      | 0      | 15    | 1     | 0     |
| 2020                  | Orlando City (prêt)     | MLS                   | 23          | 0           | 2           | -                     | -                     | -                     | -                              | -                              | -                              | -                              | 5      | 0      | 0      | 28    | 0     | 2     |
| 2021                  | Orlando City            | MLS                   | 27          | 2           | 0           | -                     | -                     | -                     | LC                             | 1                              | 0                              | 0                              | -      | -      | -      | 28    | 2     | 0     |
| 2022                  | Orlando City            | MLS                   | 20          | 0           | 0           | 6                     | 1                     | 0                     | -                              | -                              | -                              | -                              | -      | -      | -      | 26    | 1     | 0     |
| Sous-total            | Sous-total              | Sous-total            | 70          | 2           | 2           | 6                     | 1                     | 0                     | -                              | 1                              | 0                              | 0                              | 5      | 0      | 0      | 82    | 3     | 2     |
| 2023                  | Union de Philadelphie   | MLS                   | 8           | 1           | 0           | 1                     | 0                     | 0                     | LCC+LC                         | 2+0                            | 2+0                            | 0                              | -      | -      | -      | 11    | 3     | 0     |
| 2023                  | New York City FC (prêt) | MLS                   | 10          | 1           | 0           | -                     | -                     | -                     | -                              | -                              | -                              | -                              | -      | -      | -      | 10    | 1     | 0     |
| 2024                  | New York City FC        | MLS                   | 28          | 3           | 1           | -                     | -                     | -                     | LC                             | -                              | -                              | -                              | 4      | 0      | 0      | 32    | 3     | 1     |
| 2025                  | New York City FC        | MLS                   | 16          | 2           | 1           | 1                     | 0                     | 0                     | LC                             | 3                              | 0                              | 0                              | -      | -      | -      | 20    | 2     | 1     |
| Sous-total            | Sous-total              | Sous-total            | 54          | 6           | 2           | 1                     | 0                     | 0                     | -                              | 3                              | 0                              | 0                              | 4      | 0      | 0      | 62    | 6     | 2     |
| Total sur la carrière | Total sur la carrière   | Total sur la carrière | 145         | 10          | 4           | 9                     | 1                     | 0                     | -                              | 6                              | 2                              | 0                              | 10     | 0      | 0      | 170   | 13    | 4     |